# Laagna
För orten Laagna i nordöstra Estland, se Vaivara och Laagna by och herrgård.
Laagna är en stadsdel i Estlands huvudstad Tallinn, belägen i Lasnamäedistriktet i stadens östra del. Befolkningen uppgick till 24 053 invånare i januari 2017, på en yta av 1,36 kvadratkilometer.
Stadsdelen utgörs främst av två stora höghusområden, mikrodistrikten (mikrorajoon) II och III som anlades under Sovjettiden. Enligt sovjetisk lag användes inga andra platsnamn officiellt, men i samband med Estlands självständighet gavs områdets platser och gator namn valda ur det estniska nationaleposet Kalevipoeg. Sedan 1991 benämns därför stadsdelen Laagna.

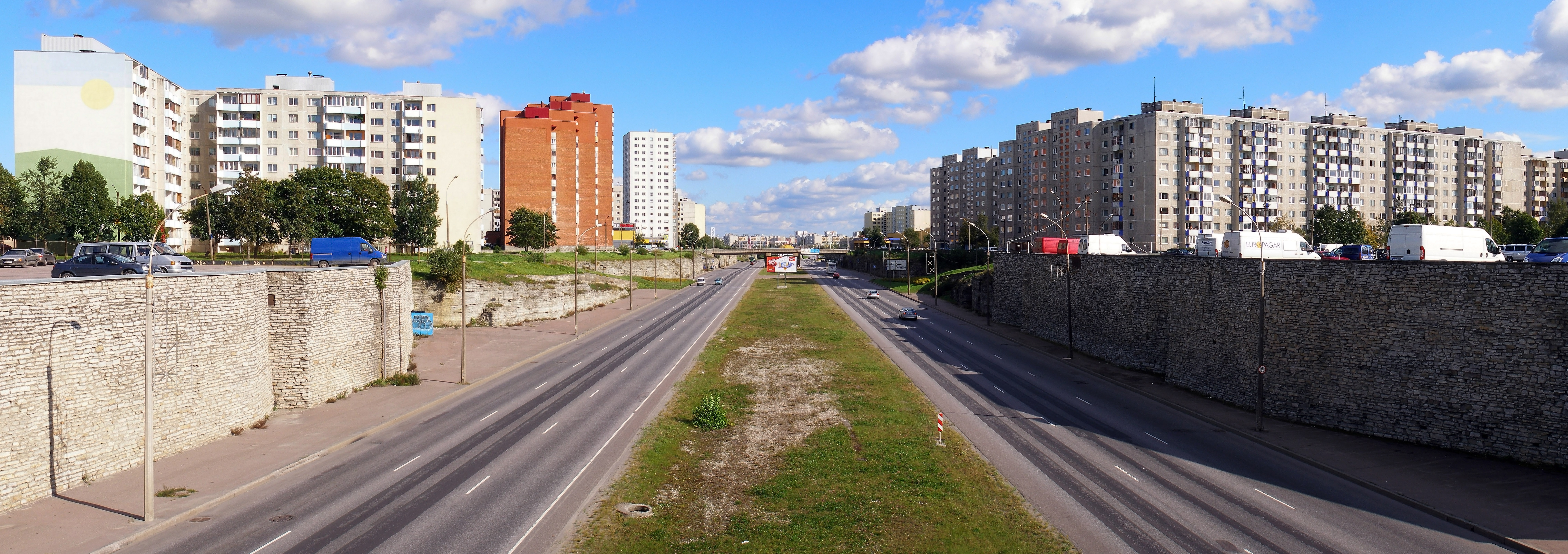
Laagnavägen, under Sovjettiden Oktoberprospekt, anlades genom att spränga ut en nedsänkt trafikled genom kalkberget, och benämns i folkmun även "Kanalen".